# Saison 2016 de l'équipe cycliste Beobank-Corendon
La saison 2016 de l'équipe cycliste Beobank-Corendon est la huitième de cette équipe. L'équipe s'appelle BKCP-Corendon du 1er janvier au 19 mai inclus puis prend Beobank-Corendon comme nouvelle appellation le lendemain au départ du Triptyque ardennais.

## Préparation de la saison 2016

### Arrivées et départs
| Arrivées | Équipe 2015 |
| -------- | ----------- |
| Aucune   |             |

| Départs        | Équipe 2016   |
| -------------- | ------------- |
| Lubomír Petruš |               |
| Toon Wouters   | ERA-Murprotec |

## Coureurs et encadrement technique

### Effectif
| Cycliste             | Date de naissance | Nationalité | Équipe 2015    |  |
| -------------------- | ----------------- | ----------- | -------------- |  |
| Vincent Baestaens    | 18 juin 1989      | Belgique    | BKCP-Powerplus |  |
| Michael Boroš        | 9 août 1992       | Tchéquie    | BKCP-Powerplus |  |
| Wietse Bosmans       | 30 décembre 1991  | Belgique    | BKCP-Powerplus |  |
| Stijn Caluwé         | 29 janvier 1996   | Belgique    | BKCP-Powerplus |  |
| Daan Hoeyberghs      | 18 septembre 1994 | Belgique    | BKCP-Powerplus |  |
| Adam Toupalik        | 9 mai 1996        | Tchéquie    | BKCP-Powerplus |  |
| David van der Poel   | 15 juin 1992      | Pays-Bas    | BKCP-Powerplus |  |
| Mathieu van der Poel | 19 janvier 1995   | Pays-Bas    | BKCP-Powerplus |  |
| Philipp Walsleben    | 19 novembre 1987  | Allemagne   | BKCP-Powerplus |  |

## Bilan de la saison

### Victoires
| Date | Course | Pays | Classe | Vainqueur |
| ---- | ------ | ---- | ------ | --------- |